# Aksynit

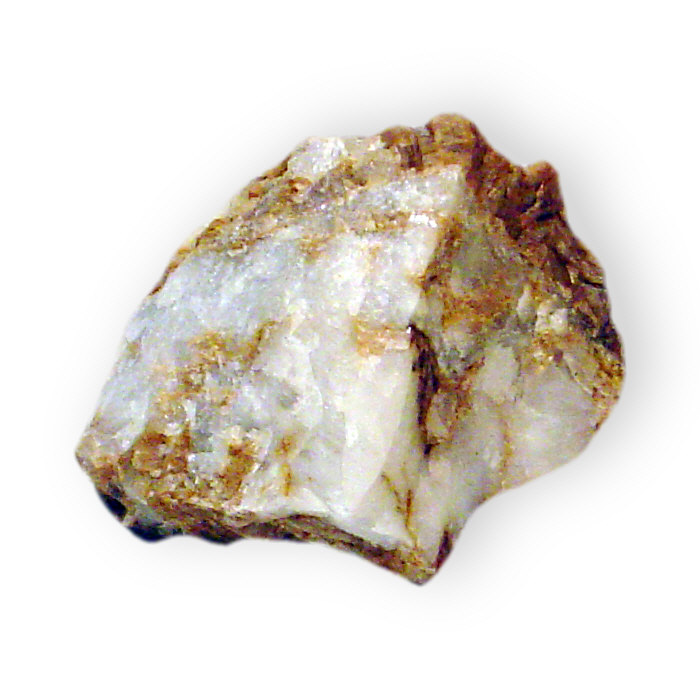
Ferroaksynit

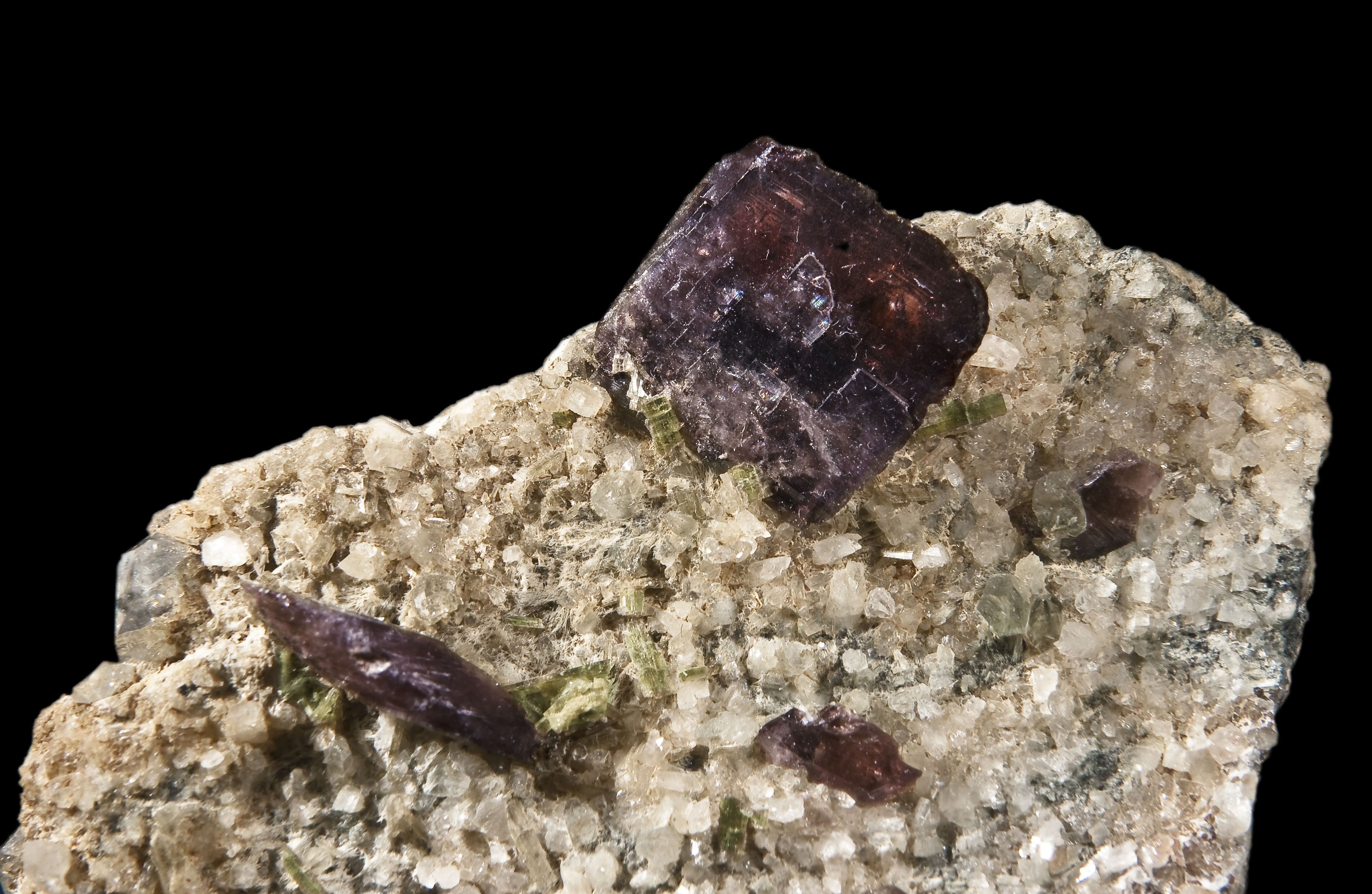
aksynit

Aksynit – rzadki minerał z gromady krzemianów. 
Nazwa pochodzi od greckiego słowa "axe" – topór (ze względu na formę kryształów). 

## Właściwości
- Skład chemiczny – Ca2(Fe, Mg, Mn)Al2[(BO3)(OH)(Si4O12)] – borokrzemian wapnia, glinu żelaza, manganu i magnezu.
- Połysk – szklisty
- Przełam – muszlowy
- Łupliwość – wyraźna
- Twardość w skali Mohsa – 6,5-7
- Rysa – biała
- Barwa – brunatny do żółtego
- Gęstość – 3,18 do 3,36 g/cm3
- Współczynniki załamania światła – nα 1,693, nβ 1,701, nγ 1,704
- Dwójłomność – 0,010 do 0,012
- Dyspersja – silna
- Pleochroizm – wyraźny, trichroizm
- Luminescencja – fioletowa do pomarańczowej

Zazwyczaj tworzy kryształy tabliczkowe, bardzo ostro zakończone. Występuje w formie skupień zbitych i ziarnistych. Tworzy też narośla i szczotki krystaliczne. Jest kruchy, przeświecający. W płomieniu łatwo się topi tworząc szkliwo, barwi płomień na zielono (obecność boru). Ma własności piroelektryczne. 

Skład chemiczny jest bardzo zmienny, zależny od miejsca występowania. Najłatwiejszą cechą rozpoznawczą aksynitu jest kształt jego kryształów. Ciemniejsze odmiany mogą być mylone z kwarcem dymnym lub brunatnym drawitem (odmianą turmalinu). 

## Historia
Przez długie lata był traktowany jako brunatny turmalin. Jego właściwą naturę rozpoznał
René Just Haüydemu w 1797 roku. Rzadko wykorzystywano go jako kamień szlachetny.

## Występowanie
Występuje w skałach bogatych w wapń. Krystalizuje w wysokich temperaturach w brzeżnych partiach lub w otoczeniu stygnącej magmy granitowej. Nigdy nie występuje w dużych ilościach.

### Miejsca występowania
- Aksynit o jakości gemnologicznej występuje w Brazylii (w stanie Bahia spotyka się kryształy wielkości do 20 cm),
- USA – (Kalifornia, New Jersey, Nevada)
- Tanzanii – bardzo rzadka odmiana niebieska.
- Duże kryształy występują w Meksyku – Baja California (do 20 cm),
- fioletowe aksynity pochodzą z Australii – (Tasmania),
- Rosji – (Ural), Tadżykistanu (Pamir), Francji – Burg d’Oisans, Szwajcarii – Grisons (odmiana tinzenit), Norwegii i Finlandii.

W Polsce kryształy aksynitu spotyka się w granitach w okolic Strzegomia na Dolnym Śląsku.

## Zastosowanie
- ma znaczenie kolekcjonerskie
- sporadycznie bywa używany jako kamień jubilerski (poszukiwane kamienie fioletowe i niebieskie).

Tworzy niewielkie kryształy, nie przekraczające wagi 5 karatów – ogranicza to możliwość szlifowania (najczęściej kaboszony i szlif fasetkowy). Kryształy są bardzo rzadko przejrzyste i pozbawione wad.